# 픽시 밥
픽시 밥(Pixie-bob)은 밥캣 잡종의 자손이라고 여겨지는 집고양이의 일종이다. 그러나 DNA 검사는 밥캣 마커 유전자를 검출하는 데 실패했다. 그들은 밥캣 유전자는 없지만 밥캣과 비슷한 생김새가 되도록 길러졌다.

## 역사
1985년 봄, 캐롤 앤 브루어는 워싱턴주의 산 근처에서 얼룩덜룩한 털, 짧은 꼬리, 다지증 발을 가진 독특한 수컷 고양이를 입양했다. 1986년 1월 그녀는 키가 크고 꼬리가 뾰족하고 살쾡이의 새끼로 알려진 케바라는 또 다른 수컷 고양이를 구조했다. 이 고양이는 굶고 있었지만 여전히 무게가 17파운드였으며 키가 너무 커서 브루어의 무릎까지 닿았다. 그녀가 이 큰 수컷을 입양한 직후, 그것은 옆집의 갈색 점박이 암컷 고양이와 짝짓기를 했다. 1986년 4월, 이 둘 사이에서 한배 새끼가 태어났다. 브루어는 결국 "픽시"라는 이름의 암컷 새끼 고양이 중 하나를 키웠고 1년 후 픽시를 시작하여 번식을 시작했다.
이후 몇 년 동안 브루어는 자신의 활동에서 캐스케이드산맥 근처의 고양이 23마리를 소개했는데, 이 고양이들은 살쾡이와 집고양이들 사이에서 자연적으로 태어난다고 믿었다. 그녀는 그러한 고양이들을 지칭하기 위해 "레전드 캣"이라는 용어를 만들어냈고, 그 이후 그녀의 번식 프로그램에 사용되는 허용된 출처를 설명하는 용어를 제한하기 위해 미국에 상표를 등록했다. 동시에, 미국의 다른 사육자들은 뚜렷하게 야생적으로 보이는 헛간 고양이들을 연구하고 있었고, 광범위한 유전적 기반을 확립하고 오늘날의 픽시 밥의 기초를 개발하기 위해 브루어와 협력했다.
브루어가 이끄는 그들은 국제 고양이 협회(TICA)와 결국 미국 고양이 애호가 협회(ACFA)에 새로운 품종을 등록하는 데 성공했다. 픽시 밥은 1993년 TICA에 의해 "전시" 카테고리로 승인되었고 1996년에 "새로운 종류와 색" 단계로 승격되었으며 결국 1998년에 챔피언십 단계에 올랐다. 품종은 "특정 지리적 지역에 고유한 자연 발생 개체군에서 표현형이 유사한 개체를 선택하여 확인된 새로운 품종"으로 정의되지만 현재는 확립된 품종으로 분류된다.

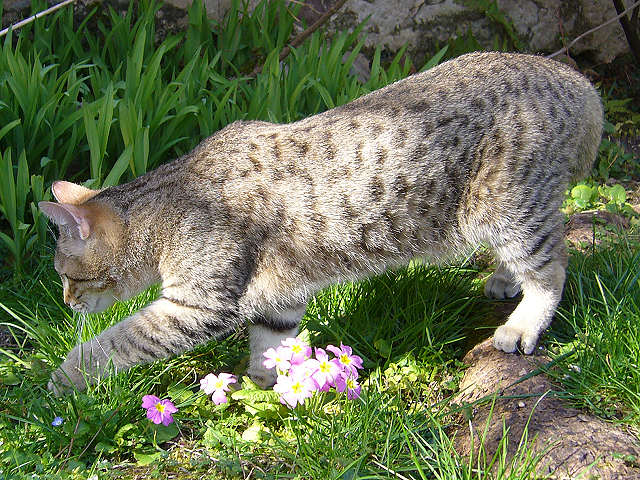
갈색 얼룩 무늬 털을 가진 단모 픽시 밥

## 품종 정보
픽시 밥은 북아메리카의 밥캣과 비슷하게 길러지는 고양이 품종이다.
픽시 밥의 몸무게는 평균적으로 약 5kg에 이른다. 이는 좋은 크기의 집 고양이와 비슷하며, 지속적으로 큰 고양이를 생산하는 육종가는 극소수에 불과하다. 그들은 일반적으로 뼈가 크고 근육질이며 거대하다. 수컷은 암컷보다 몇 배 더 크다. 집에서 키우는 고양이의 평균 무게는 약 4kg이다. 픽시 밥은 대부분의 집 고양이처럼 1 년이 아닌 4년 동안 자란다.
대부분의 픽시 밥은 발 바닥에 검은색 털과 피부, 끝이 뾰족한 귀, 두꺼운 귀털, 검은 입술, 눈 주위에 흰색 털을 가지고 있지만 눈을 감싸는 피부는 검은색이다. 그들의 주둥이는 빨간 코를 가지며 크다. 그들의 턱에는 흰색 모피가 있지만 종종 흰색 모피 아래에 검은 피부가 있다. 그들의 수염 중 일부는 검은색에서 흰색으로 바뀐다. 밥캣 같은 털 패턴이지만 붉은색이 섞인 경우가 많다. 대부분은 단발이지만 일부는 장발이다. 눈은 삼각형 모양이다. 새끼 고양이의 눈은 파란색을 띠다가 몇 개월이 되면 녹색이나 색으로 변한다. 꼬리 크기는 다리를 펼 때 약 5cm에서 아주 긴 길이까지 다양하다.
픽시 밥과 맹크스, 아메리칸 밥테일, 재패니즈 밥테일 등 꼬리가 짧은 다른 품종들과의 유전적 유사성이 있는지는 현재 알려져 있지 않다.

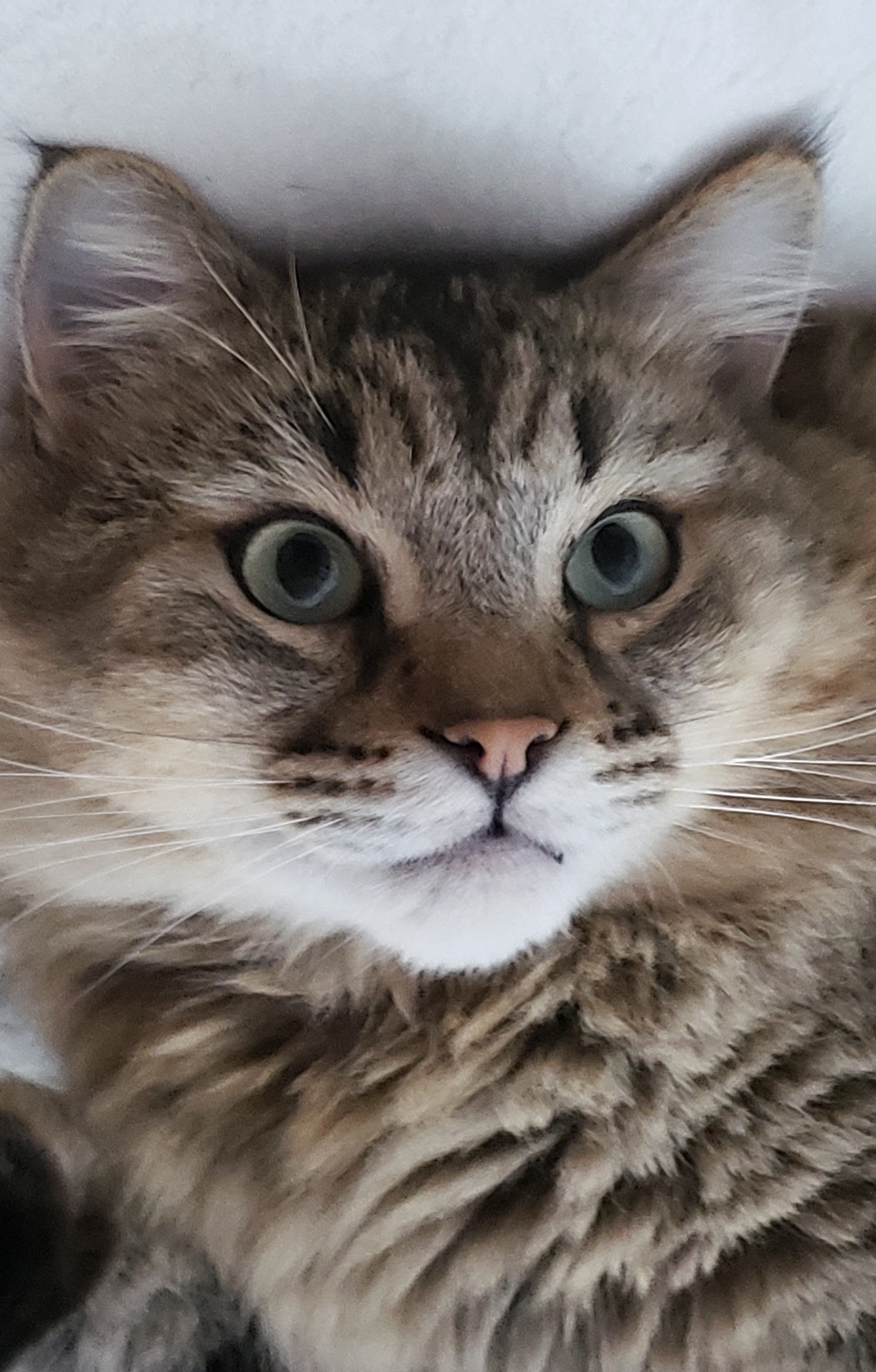
픽시 밥의 얼굴 특징과 장난기 많은 행동

## 특징
픽시 밥은 지능이 높고 사교적이며 활동적이며 대담하며 다른 동물과 노는 것을 즐긴다. 또한 "짹짹거리는 소리", 수다 및 으르렁거리는 소리로 유명하다. 대부분은 자주 야옹하지 않으며 일부는 전혀 야옹하지 않는다.
대부분의 픽시 밥은 집사를 비록한 모든 사람과 매우 사교적이다. 거의 모든 픽시 밥은 주인과 같은 방에 있는 것을 좋아하며 집 주변에서 주인을 따른다.
다른 특징은 다음과 같다.
- 머리 맞대기
- 공 가져오기
- 목줄 걷기
- 높은 지적 능력
- 일부 단어를 이해할 수 있음

## 건강
품종이 자주 교배되기 때문에 픽시 밥은 유전적으로 다양하며 근친교배로 인한 문제가 발생하지 않는다. 픽시 밥 육종가는 질병 데이터베이스를 사용하여 건강 정보를 기록하고 모니터링할 수 있도록 한다.
몇가지의 유전적 질환은 다음과 같다.
- 크립토키디즘ː 1980년대에 이 품종의 개념이 시작된 이후 몇 가지 사례만 기록되었다.[10]
- 난산과 낭성 자궁내막 증식증ː 아주 작은 비율의 픽시 밥만이 고통 받고 번식에서 제외된다.[10]
- 비대성 심근병증(HCM)ː 1980년대에 픽시 밥 품종이 출현한 이후로 몇 가지 사례만 보고되었다. 일부 경우에는 픽시 밥 벵갈이  및 메인 쿤과 같은 다른 품종의 고양이와 교배되었다. 대부분의 경우 HCM은 자발적으로 발생했다. HCM은 고양이의 건강을 지속적으로 모니터링하기 위해 연간 초음파 검사가 필요한 경우의 최소 50%에서 유전된다.
- 막힌 누관

## 같이 보기
- 다지증 고양이